# Nessuno escluso
Nessuno escluso è una miniserie televisiva italiana del 1997, diretto da Massimo Spano.

## Trama
Il commercialista del boss mafioso Giovanni Barone, Ettore Milazzo, si offre alla DIA come collaboratore per sgominare un'importante organizzazione criminale, e viene affidato alla protezione dei vicequestori Anna Berardi e Nicola Fiorillo.